# Rudolf Wakolbinger
Rudolf Wakolbinger (* 1983 in Braunau am Inn) ist ein österreichischer Komponist.
Er beschäftigt sich intensiv mit der Übertragung wissenschaftlicher Daten in musikalische Kompositionen.

## Leben und Werk
Wakolbinger begann in seiner frühen Jugend als Autodidakt zu komponieren und ließ sich dabei von so unterschiedlichen Musikern wie Frank Zappa, der Industrial-Band Einstürzende Neubauten oder auch von Johann Sebastian Bach und Anton Webern inspirieren.
Er schloss eine Ausbildung an einer Höheren Technischen Lehranstalt ab und spielte zunächst in verschiedenen Bands, nahm dann aber ein Studium der Komposition am Prayner Konservatorium in Wien auf, das er 2010 mit Auszeichnung abschloss.
Wakolbinger unterrichtet Komposition an der privaten Musikschule Musik Raum in Wien. Er lebt in Wien.
Seine Komposition und Klanginstallation Expansion of the Universe wurde international ausgestellt und erlangte eine hohe Publikums- und Medienresonanz.